# Neuvy-Sautour
Neuvy-Sautour is een gemeente in het Franse departement Yonne (regio Bourgogne-Franche-Comté) en telt 983 inwoners (2005). De plaats maakt deel uit van het arrondissement Avallon.

## Geografie
De oppervlakte van Neuvy-Sautour bedraagt 19,2 km², de bevolkingsdichtheid is 51,2 inwoners per km².
De onderstaande kaart toont de ligging van Neuvy-Sautour met de belangrijkste infrastructuur en aangrenzende gemeenten.

## Demografie
Onderstaande figuur toont het verloop van het inwonertal (bron: INSEE-tellingen).